# NGC 6469
NGC 6469 ist ein offener Sternhaufen im Sternbild Schütze. NGC 6469 hat eine scheinbare Helligkeit von 8,2 mag und einen Winkeldurchmesser von 8′. Das Objekt wurde am 27. Juni 1837 von John Herschel entdeckt.